# Кабо-вердианско-турецкие отношения
Отношения Кабо-Верде и Турции касаются дипломатических отношений между Кабо-Верде и Турцией.

## История
Отношения начались с прибытием евреев-сефардов в Османскую империю, где они использовали свои сети с другими евреями-сефардами, включая анусимов, которые прибыли, чтобы установить еврейское присутствие на побережье Кабо-Верде в качестве лансадов. В 1672 году, с учреждением португальской инквизиции в Кабо-Верде, прокатилась волна миграции сефардских евреев и анусимов в Османскую империю.
Мехди Экер, министр продовольствия, сельского хозяйства и животноводства Турции, присутствовавший на 23-м саммите Африканского союза, состоявшемся в Малабо, столице Экваториальной Гвинеи, 26—27 июня 2014 года, встретился с министром иностранных дел Кабо-Верде во время двусторонние встречи, проведенной по случаю саммита.

## Дипломатические отношения
Отношения стали более тесными в 1977 году, когда Турция сотрудничала с Ломейской конвенцией, а затем с Соглашением Котону, чтобы направить помощь в целях развития Кабо-Верде и средства для содействия восстановлению достопримечательностей в Прае. Это приветствовала Африканская партия независимости Кабо-Верде, политический потомок Африканской партии независимости Гвинеи и Кабо-Верде, которая выступала за более тесные двусторонние политические и экономические отношения.

## Экономические отношения
Объём торговли между двумя странами в 2019 году составил 9,5 млн долларов США.